# 玉野市文化会館 バウハウス
玉野市文化会館 バウハウス（たまのしぶんかかいかん バウハウス）は、岡山県玉野市築港にあるホール。大ホール、小ホールの他、会議室、を擁する。NPOスマイルネット玉情協が運営管理を行っている。